# Selenocosmiinae
Selenocosmiinae — підродина павуків родини Павуки-птахоїди (Theraphosidae). Представники підродини Selenocosmiinae мешкають в основному у Східній Азії та Австралії. Вони дуже отруйні і агресивні.

## Роди
- Birupes Gabriel & Sherwood, 2019[1]
- Chilobrachys Karsch, 1891[2]
- Coremiocnemis Simon, 1892[3]
- Haplocosmia Schmidt & von Wirth, 1996
- Lyrognathus Pocock, 1895
- Orphnaecus Simon, 1892
- Phlogiellus Pocock, 1897
- Psednocnemis West, Nunn & Hogg, 2012
- Selenocosmia Ausserer, 1871
- Selenotholus Hogg, 1902
- Selenotypus Pocock, 1895